# A ovest dell'inferno
A ovest dell'inferno (This Shape We're In) è una raccolta di racconti e saggi dello scrittore statunitense Jonathan Lethem. La raccolta, ideata e pubblicata dalla casa editrice italiana minimum fax nel 2002 e tradotta da Martina Testa, include, oltre al romanzo breve La forma in cui siamo (This Shape We're In), i saggi “13, 1977, 21”, su Guerre stellari, e In difesa di Sentieri selvaggi.

## Edizioni in italiano
- Jonathan Lethem, A ovest dell'inferno, traduzione di Martina Testa, Minimum fax, Roma 2002 ISBN 88-87765-51-0